# Höhlensteintal
Höhlensteintal (italiensk Val di Landro) er en smal, 15 km lang sydlig sidedal til Pustertal i Sydtyrol. Dalen ligger i Dolomitterne og adskiller Fanesgruppen i vest (2.839 moh. i Dürrenstein) fra Haunoldgruppen (op til 2.905 moh.) og Sextner Dolomitterne i øst (2.998 moh. i Drei Zinnen). Dalen begynder på nordsiden af Monte Cristallo (3.221 moh.) og munder ud i Pustertal ved Toblach. Gennem dalen løber floden Rienz, som har sin kilde nedenfor bjerggruppen Drei Zinnen og danner søen Toblacher See før den når Pustertal.
Med to bjergpas mod Veneto længst mod syd i dalen (Cimabanchepasset til Cortina d'Ampezzo og San Angelo-passet til Valle d'Ansiei) udgjorde Höhlensteintal en vigtig transportforbindelse mellem to af middelalderens storbyer, Venezia og Augsburg. Fra 1921 til 1963 gik jernbanelinjen mellem Toblach og Cortina gennem dalen.
Dalen er for hovedsageligt skovklædt. Den eneste by er Schluderbach, som består af et hotel og nogle få fastboende. Dalen adskiller også sprogområderne ladinsk i vest fra det tyske i øst og nord og italiensk i syd.

## KIlder og henvisninger
- Wikimedia Commons har flere filer relateret til Höhlensteintal
- Höhlensteintal på suedtirol-kompakt.com

 Der er for få eller ingen kildehenvisninger i denne artikel, hvilket er et problem. Du kan hjælpe ved at angive troværdige kilder til de påstande, som fremføres i artiklen.

46°40′N 12°13′Ø / 46.667°N 12.217°Ø